# Casa Blu
La Casa Blu (청와대?, 靑瓦臺?, CheongwadaeLR, Ch'ŏng'wadaeMR) è la residenza del Presidente della Repubblica della Corea del Sud. Il complesso ospita uffici amministrativi per il Presidente, il Segretariato e altro personale, nonché la residenza ufficiale del Presidente e della First Lady.
Gli uffici del Presidente si trovano al secondo piano. Riunioni di gabinetto, ricevimenti per gli ospiti di Stato, decisioni fondamentali per il paese, ed eventi diplomatici si svolgono tutti in questo edificio. Come tale, il nome "Cheongwadae" non solo denota una posizione specifica, ma rappresenta anche la più alta autorità della Repubblica di Corea. Nel periodo Goryeo (918-1392), le sale del palazzo reale si trovavano nell'attuale sito della Casa Blu, che faceva parte del giardino posteriore del Gyeongbokgung, il palazzo principale, durante il periodo Joseon (1392-1910). 
Distrutto alla fine del XVI secolo, il Gyeongbokgung fu ricostruito a metà del XIX secolo sotto gli ordini del sovrano reggente Heungseon Daewongun, e il sito venne in seguito chiamato "Gyeongmudae" (poligono di tiro con l'arco) per esprimere il desiderio che le abilità letterarie e marziali degli ufficiali venissero sviluppate insieme. 
Durante il periodo coloniale giapponese (1910-1945) la residenza ufficiale del governatore generale si trovava qui, e il presidente della Repubblica di Corea iniziò ad utilizzare il sito come residenza e ufficio soltanto dopo la liberazione. Fu rinominato Cheongwadae nel 1960, e il palazzo dell'ufficio principale fu completato nel 1991, dando al complesso il suo aspetto attuale.

## Storia
Nella posizione della Casa Blu si trovava una villa reale di Hanyang, la capitale meridionale della dinastia Goryeo. Fu costruita dal re Sukjong nel 1104. La capitale principale di Goryeo era a Kaesong, ma fu mantenuta anche una capitale occidentale a Pyongyang e una capitale orientale a Gyeongju.
Dopo che la dinastia Joseon trasferì la sua capitale ad Hanyang, la costruzione del Gyeongbokgung seguitò poco dopo, nel 1395, quarto anno del regno di re Taejo. Il Gyeongbokgung fu costruito per essere usato come palazzo principale, e la villa reale divenne il giardino sul retro del palazzo. Fu impiegato come sede per gli esami del servizio civile e l'addestramento militare.
Dopo l'annessione della penisola coreana all'Impero giapponese nel 1910, il Governatore Generale della Corea utilizzò i terreni del Gyeongbokgung per stabilirvi il Palazzo del Governo. Nel luglio 1939, il Giappone costruì una residenza/ufficio ufficiale per il governatore generale sul sito della Casa Blu. Con la fondazione della Repubblica di Corea nel 1948, il presidente Syngman Rhee chiamò l'edificio "Gyeongmudae" (경무대?, 景武臺?), che era il nome di uno dei pochi vecchi edifici dell'ex residenza ufficiale. Lo usò come suo ufficio e residenza. Il presidente Yun Bo-seon ne cambiò successivamente il nome in "Cheongwadae" dopo la sua inaugurazione nel 1960.
Nel 1968, gli infiltrati nordcoreani furono sul punto di raggiungere l'edificio nel tentativo di assassinare il presidente Park Chung-hee durante un'incursione alla Casa Blu. Nello scontro che ne seguì, 28 nordcoreani, 26 sudcoreani e 4 americani rimasero uccisi.
I presidenti Park Chung-hee, Choe Kyu-hah e Chun Doo-hwan utilizzarono l'edificio sia come ufficio sia come residenza ufficiale. Mentre il presidente Roh Tae-woo era in carica, un nuovo edificio per uffici, residenza ufficiale e centro stampa, chiamato Chunchugwan, furono costruiti. L'edificio principale degli uffici è stato inaugurato nell'aprile 1991. Nel 1993, durante la presidenza di Kim Young-sam, l'edificio costruito dal Giappone per l'allora residenza ufficiale fu smantellato.

## Complesso

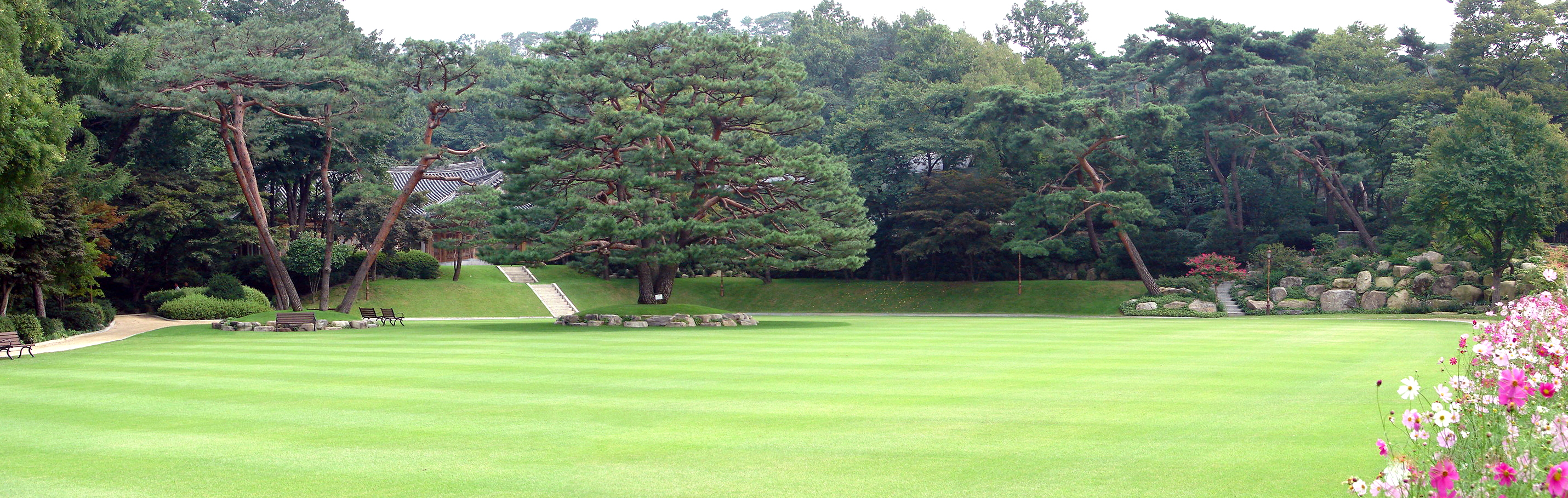
Giardini sui terreni di Cheongwadae

L'edificio principale degli uffici è stato completato nel 1991 e consiste in un edificio centrale a due piani affiancato da due ali. Il design strutturale si basa su metodi di costruzione tradizionali in legno e stile architettonico ispirato ai palazzi coreani, mentre per gli interni vi è un tocco moderno che ricorda edifici all'avanguardia. Il tetto è coperto da 150.000 piastrelle blu in stile coreano realizzate per durare un secolo o più.
All'interno ci sono diverse sale dedicate a funzioni specifiche come l'Ufficio del Presidente; la Sala Sejong, dove si tengono riunioni di gabinetto; e la Sala Jiphyeon, dove si riuniscono i colloqui al vertice. Il prato di fronte all'edificio dell'ufficio principale si chiama Grand Garden e viene utilizzato per eventi all'aperto.
Il complesso comprende diversi altri siti:
- State Guest House: Completata nel dicembre 1978, è la sede per ospitare eventi ufficiali che coinvolgono ospiti stranieri e generalmente per organizzare riunioni di grandi dimensioni. La struttura è sostenuta da diciotto pilastri in pietra, che conferiscono un aspetto maestoso, mentre l'interno è decorato con rose di Sharon (il fiore nazionale), alloro e motivi che richiamano il Taegeuk. Il primo piano funge da sala di ricevimento e il secondo piano è una zona pranzo.
- Residenza ufficiale: La famiglia del Presidente vive in questo complesso, completato nel 1990 per separare le aree di lavoro e di vita privata del Presidente. All'interno di questo sito si trovano un edificio principale, una sala di ricevimento indipendente, un giardino tradizionale e un Sarangchae indipendente (zona dedicata agli uomini). Le strutture sono caratterizzate da tetti tradizionali a padiglione e a capanna, e il cartello sopra l'ingresso principale recita Insumun (仁壽門, lett. "Porta di benevolenza e longevità").
- Sangchunjae: Completata nell'aprile 1983, questa struttura in stile coreano tradizionale è utilizzata per accogliere ospiti stranieri e tenere riunioni non ufficiali. È stato costruito con legno di alberi di pino rosso coreano con più di 200 anni. I servizi interni includono una camera con un sistema ondol (riscaldamento tradizionale a pavimento), ampio salone con pavimenti in legno e cucina. All'esterno, le azalee reali fioriscono in primavera, mentre i cachi e le mele cotogne maturano in autunno.
- Nokjiwon: Completato nel 1968, questo giardino è costituito da circa 120 specie di alberi diversi e querce commemorative piantate da ex presidenti. Il paesaggio, di circa 3.300 m², è decorato con prati per eventi all'aperto. Un pino domestico che ha più di 160 anni ed è alto circa 17 metri simboleggia il Nokjiwon.
- Yeomingwan: Gli uffici del Segretariato Presidenziale sono collettivamente chiamati Yeomingwan (與民館) e occupano tre edifici. Il nome deriva dalla frase Yeomin Gorak (與民苦樂, "Condividere le difficoltà e le gioie del popolo") con la promessa che il governo rimarrà accanto al suo popolo nelle situazioni positive e negative. I pannelli solari sono stati installati sulle pareti esterne dell'edificio 3, fornendo parte dell'elettricità consumata in loco.
- Chunchugwan: è il centro stampa del Cheongwadae, che può ospitare fino a 300 giornalisti internazionali e nazionali. Il primo piano ha una sala stampa e una piccola sala briefing, mentre una sala briefing più grande si trova al secondo piano. Il termine "Chunchugwan” ha origine dal classico cinese Chunqiu (春秋, "Annali di primavera e autunno"), tradizionalmente considerato come compilato dallo stesso Confucio. Il nome suggerisce che la documentazione storica sarà tenuta con estrema cura.